# Halichoeres zeylonicus
 Halichoeres zeylonicus és una espècie de peix de la família dels làbrids i de l'ordre dels perciformes.

## Morfologia
Els mascles poden assolir els 20 cm de longitud total.

## Distribució geogràfica
Es troba des del Mar Roig fins a Moçambic, Samoa, el sud del Japó i la Gran Barrera de Corall.